# Ginouillac
Ginouillac ist eine französische Gemeinde mit 141 Einwohnern (Stand 1. Januar 2022) im Département Lot in der Region Okzitanien. Sie gehört zum Arrondissement Gourdon und zum Kanton Causse et Bouriane.
Nachbargemeinden sind Saint-Projet im Nordwesten, Carlucet im Nordosten, Séniergues im Südosten und Soucirac im Südwesten.

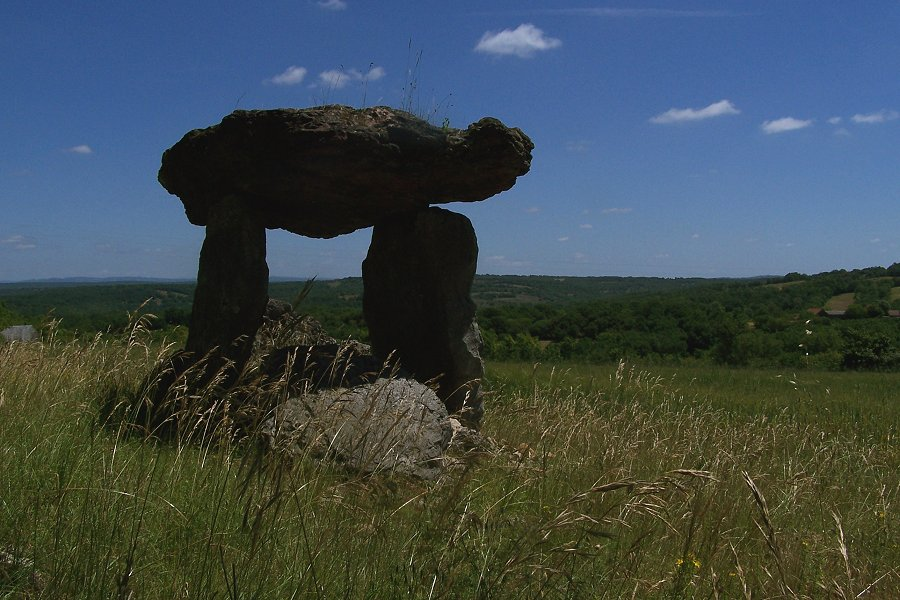
Dolmen des Cloups

## Bevölkerungsentwicklung
| Jahr      | 1962 | 1968 | 1975 | 1982 | 1990 | 1999 | 2008 | 2018 |
| --------- | ---- | ---- | ---- | ---- | ---- | ---- | ---- | ---- |
| Einwohner | 171  | 143  | 137  | 128  | 130  | 165  | 167  | 150  |